# Lindelse
|  | Denne artiklen omhandler Lindelse på Langeland; Lindelse er også navnet på en lokalitet i Sandby Sogn på Lolland. |
Lindelse er en by ved Lindelse Nor på Langeland med 316 indbyggere  (2024), beliggende 16 km nord for Bagenkop og 9 km syd for Rudkøbing. Byen hører til Langeland Kommune og ligger i Region Syddanmark.
Lindelse hører til Lindelse Sogn, og Lindelse Kirke ligger i byen.

## Faciliteter
Der har har tidligere været en købmand i byen, denne lukkede dog den 9 november 2019. Der er et plejecenter i byen og Lindelse Kro, som også har grillbar og ishus, fortsætter efter to konkurser i de senere år.

## Historie
Byen hed i Valdemars Jordebog Linløsæ, senere Lyndesse og Lynnæss. Andelsmejeriet Allebølle har ligget i byen, og der har været privat pigeskole.

### Jernbanen
Lindelse havde station på Langelandsbanen (1911-62). Stationsbygningen, der blev tegnet af arkitekt Helge Bojsen-Møller, er bevaret på Østerled 9. Syd for Bregnevej 12 udgår en sti på 1 km, som følger banens tracé til en P-plads ved Blandebjerg. Nordøst for Vævergyden er der også bevaret et lille stykke banetracé.